# 심야식당 (2015년 영화)
《심야식당》(深夜食堂)은 2015년 1월 31일 개봉한 일본의 드라마 영화이다. 아베 야로의 만화 《심야식당》을 원작으로 한 드라마 《심야식당》의 첫 번째 극장판으로, 2014년 8월 드라마 시즌 3의 방송 발표와 함께 영화 개봉 소식이 공개되었다. 대한민국에는 2015년 6월 18일에 개봉하여 약 13만 명의 관객수를 기록하였다.

## 출연
- 코바야시 카오루 : 마스터 역
- 타카오카 사키 : 카와시마 타마코 역
- 에모토 토키오 : 니시다 하지메 역
- 타베 미카코 : 쿠리야마 미치루 역
- 요 키미코 : 하나와 치에코 역
- 츠츠이 미치타카 : 오이시 켄조 역
- 키쿠치 아키코 : 스기타 아케미 역
- 타나카 유코 : 츠카구치 마치코 역
- 오다기리 조 : 코구레 역
- 후와 만사쿠 : 타다시 역
- 아야타 토시키 : 코스즈 역
- 마치스게 유타카
- 미츠이시 켄
- 안도 타마에 : 마릴린 역
- 스도 리사
- 코바야시 아사코
- 요시모토 나오코
- 나카야마 유이치로
- 야마나카 타카시
- 우노 쇼헤이
- 카네코 키요부미
- 히라타 카오루 - 사야 역
- 시부카와 키요히코 - 타다오 역
- 타나무라 미츠키 - 카스미 역

## 기타
- 수입 :  엔케이컨텐츠

## 출시
2015년 7월 29일 DVD와 블루레이 디스크가 발매되었다.

## 수상
| 연도 | 상                          | 부문       | 후보 및 수상자 | 결과 | 참고  |
| ---- | --------------------------- | ---------- | -------------- | ---- | ----- |
| 2015 | 제25회 일본 프로페셔널 대상 | 여우주연상 | 타베 미카코    | 수상 | [ 3 ] |